# Final Fantasy VIII
Final Fantasy VIII (ファイナルファンタジーVIII Fainaru Fantajī Eito) là một trò chơi điện tử nhập vai vào năm 1999 do Square Soft (nay là Square Enix) phát triển và phát hành dành cho máy trò chơi điện tử có tay cầm PlayStation của Sony và máy vi tính trên nền Windows, là một phần của loạt trò chơi Final Fantasy. Câu chuyện của trò chơi xoay quanh một nhóm lính đánh thuê trẻ bị cuốn vào một cuộc xung đột toàn cầu, và tìm cách bảo vệ thế giới khỏi mụ phù thủy đang thao túng cuộc chiến cho mục đích của riêng mình.
Mười ba tuần sau khi phát hành, Final Fantasy VIII đã kiếm được doanh thu hơn 50 triệu dollar Mỹ, khiến nó trở thành tựa Final Fantasy bán nhanh nhất. Hơn nữa, Final Fantasy VIII được bình chọn là trò chơi hay thứ 22 trong tất cả các trò chơi hay nhất mọi thời đại do độc giả của tạp chí Nhật Bản Famitsu bình chọn.
Hình ảnh trong Game sử dụng cơ chế cell-shading (nền 2D làm sẵn, nhân vật 3D) cho hình ảnh đẹp mà cấu hình vẫn nhẹ. Nhưng tương tác giữa nhân vật và cảnh nền không tự nhiên, tốn nhiều dung lượng đĩa hơn.
Trong trò chơi có hai ca khúc: Eyes on Me do Faye Wong trình bày và Liberi Fatali (bài hát bằng tiếng Latin ở đầu Game).
Nổi bật trong Final Fantasy VIII là hệ thống Junction, sự đổi hướng so với những tiêu chuẩn truyền thống của loạt Final Fantasy. Đây là trò chơi đầu tiên sử dụng các nhân vật cân đối một cách nhất quán, trò đầu tiên và một trong những phần hiếm hoi chệch hướng khỏi cách tăng sức mạnh nhân vật với phép thuật của loạt trò chơi này. Hơn nữa, nó không có hệ thống điểm ma thuật dành cho việc sử dụng phép thuật. Ma thuật (Magic) kiếm được bằng lệnh hút (Draw) từ kẻ thù.

## Giới thiệu
- Nội dung:

Trò chơi đặt bối cảnh là một thế giới giả tưởng với các quốc gia khác nhau. Các quốc gia này liên minh và xâm lược lẫn nhau giống như trong thế giới thật, thể hiện ý đồ kết hợp giữa thực tế và giả tưởng. Kiến trúc trong game lấy cảm hứng từ các nước châu Âu, các nền văn minh Cổ đại mang cho game không khí mới lạ, mang tính "quốc tế".
- Nhân vật: Các nhân vật chính là thành viên của một tổ chức, với nhiệm vụ chính là tiêu diệt tên phù thủy, được đào tạo ở một nơi gọi là "Garden". Garden giống như một ngôi trường, tạo cảm giác nhẹ nhàng. Gồm: Squall Leonhart, Rinoa, Quistis, Zell, Selphie, Irvine.
- Màn hình: có 3 màn hình:

- Cảnh: phông 2D, nhân vật 3D, chia làm nhiều phần.
- Môi trường 3D, 1 nhân vật duy nhất, độ phân giải thấp, bổ sung tinh 3D cho game.
- Chiến đấu 3D, nhỏ hơn, phân giải cao, thể hiện cảnh chiến đấu.

- Di chuyển: thiết kế theo tay cấm PlayStation, do góc nhìn hạn chế nên việc di chuyển hơi khó khăn.
- GF:(GuardianForces-Vị thần hộ mệnh): Đặt theo tên các vị thần trong thần thoại. Nhân vật cần triệu hồi để tấn công, trong lúc triệu hồi HP nhân vật thay thế bằng HP của GF, có ảnh hưởng đến các khả năng vủa nhân vật.

Hệ thống Junction

### Cốt truyện
Final Fantasy VIII bắt đầu với cảnh Squall đấu tay đôi với Seifer trong một khóa huấn luyện, ở phía ngoài học viện Balamb Garden. Đồng thời, lúc này quân đội Galbadian đang tiến hành xâm lăng vùng đất Dollet, người đứng đầu Dollet kêu gọi sự hỗ trợ từ học viện Balamb. Học viện nhận lời trợ giúp và coi đây như là một bài kiểm tra cuối cũng đối với các học viên, xem họ có xứng đáng được nhận chứng chỉ "SeeD" hay không.
Được sự hỗ trợ của giảng viên Quistis, Squall vượt qua vòng sơ tuyển để có mặt trong nhóm trực tiếp tham chiến tại Dollet. Squall thâm nhập Dollet cùng Seifer (đội trưởng) và Zell. Tuy nhiên, khi tới gần mục tiêu, Seifer đã không tuân theo chỉ dẫn từ tổng hành dinh, gã bỏ đội để hành động một mình. Tổ của Squall được bổ sung thêm một thành viên đến từ học viện Trabia Garden, Selphie Tilmitt và tiếp tục hành động theo kế hoạch từ tổng hành dinh.
Nhiệm vụ tiếp viện Dollet kết thúc, Squall, Zell và Selphie được cấp chứng chỉ SeeD, trong khi đó, do làm trái lệnh, Seifer bị đánh trượt.
Trong buổi tiệc sau khi tốt nghiệp, Squall gặp Rinoa, người dường như có tính cách đối lập với cậu ta. Khi được lệnh cùng Zell và Selphie giúp Rinoa chống lại quân đội Galbadian, Squall nhận ra rằng, đứng sau quân Galbadian là một phù thủy tên là Edea. Cùng với nhóm bạn, lúc này có thêm các thành viên: Rinoa, Quistis và Irvine, Squall nhận nhiệm vụ ám sát Edea từ học viện Balamb và Galbadia. Tuy nhiên, Edea đã ngăn chặn thành công kế hoạch này, nhóm của Squall bị bắt giam, đồng thời, họ cũng biết rằng, Seifer đã từ bỏ học viện Balamb để trở thành "hiệp sĩ" dưới trướng của Edea.
Nhờ sự giúp đỡ của Moomba, lợi dụng lúc cai ngục sự sơ hở, nhóm Squall đã đào thoát thành công. Để trả đũa, Edea cho tên lửa hành trình hủy diệt học viện Trabia, mục tiêu tiếp theo của bà ta là học viện Balamb. Nhóm của Squall quyết định chia làm hai, đội do Squall dẫn dầu quay về học viện để cảnh báo, đội còn lại do Selphie lãnh đạo tiến tới căn cứ tên lửa hòng ngăn chặn một cuộc tấn công. Tuy nhiên, nhiệm vụ của đội Selphie thất bại, tên lửa rời bệ phóng trước khi căn cứ bị hủy diệt, đội của Selphie bị bắt.
Trong lúc này, Squall bị rơi vào cuộc xung đột nội bộ học viện, giữa NORG, người góp vốn xây dựng học viện, và phần còn lại. Nhóm của Squall đánh bại NORG và kịp thời di chuyển học viện, một căn cứ di động khổng lồ, trước khi tên lửa của Edea tới mục tiêu. Tuy nhiên, Squall không thể điều khiển được căn cứ, Balamb chỉ dừng lại sau khi va chạm với bến tàu của Fishermans Horizon (FH).
Trong khi các kỹ thuật viên của FH tiến hành sửa chữa căn cứ Balamb, hạm đội Galbadians tiếp cận căn cứ để tìm kiếm Ellone, cô gái đã và đang trú ngụ tại Balamb, nhưng lúc này đang tìm cách trốn đến Esthar, siêu cường quốc công nghệ.
Squall tìm gặp Ellone và phát hiện ra cô gái này đã từng "gửi" mình về thời điểm của 17 năm về trước thông qua giấc mơ về bộ ba Laguna, Kiros và Ward, trong đó, Laguna từ một người lính Galbadia trở thành một vệ sĩ của một ngôi làng và sau đó cùng các bạn ngăn chặn sự bành trướng của phù thủy Adel, người đứng đầu cường quốc Esthar.
Lúc này, Squall được hiệu trưởng của học viện Balamb, Cid Kramer, bổ nhiệm làm người lãnh đạo mới của đội ngũ SeeD, đồng thời, càng lúc, Squall càng cảm nhận được sự thu hút của Rinoa. Từ FG, Squall cùng đồng đội điều khiển căn cứ Balamb hướng về căn cứ Trabia, lúc này đã trở thành đống đổ nát. Tại đây, cả nhóm phát hiện ra rằng, tất cả, bao gồm cả Seifer và Ellone (trừ Rinoa) đều được nuôi lớn từ trại trẻ mồ côi của Edea, nơi mà họ đã phát hiện và học được kỹ năng sử dụng Thần hộ mệnh (Guardian Forces - GF). Họ đồng thời cũng phát hiện ra rằng, học viện Balamb cùng đội ngũ SeeD được xây dựng bởi vợ chồng Edea và Cid Kramer nhằm mục đích đánh bại thế lực phù thủy xấu xa.
Biết được sự thật, nhóm của Squall điều khiển căn cứ Balamb tham gia vào trận chiến với quân đội Galbadian, lúc này lãnh đạo trực tiếp bởi Seifer. Cuộc chiến kết thúc với thất bại của quân đội Galbadian, đồng thời, nhóm của Squall phát hiện ra rằng, cơ thể Edea thực ra đang bị thao túng bởi Utimecia, một phù thủy đầy sức mạnh đến từ tương lai, người có khả năng đi xuyên thời gian bằng cách nén nó thành một điểm. Đó là lý do tại sao mà Edea tìm kiếm Ellone. Edea thua trong cuộc chiến quyết định với nhóm của Squall, Utimecia chuyển sức mạnh của mụ ta từ Edea sang Rinoa. Edea được giải thoát, nhưng Rinoa lại chìm vào hôn mê. 
Từ căn cứ FH, Squall cõng Rinoa, lúc này vẫn hôn mê, tiến về Esthar để tìm kiếm Ellone, người mà Squall tin rằng có thể cứu được Rinoa.
Trong lúc Rinoa đang được điều trị trên trạm không gian của Esthar, Utimecia sử dụng cơ thể của cô để giải cứu cho phù thủy Adel, lúc này đang bị giam giữ trong một nhà tù trên quỹ đạo. Đồng thời, mụ ta cũng lệnh cho Seifer kích hoạt Lunatic Pandora nhằm đón nhận sự trở về của Adel, Lunatic Pandora bị kích hoạt cũng đồng nghĩa với hàng loạt quái vật từ Mặt Trăng tràn về Trái Đất.
Lựa chọn Adel làm vật chủ, Utimecia bỏ rơi cơ thể Rinoa ngoài không gian. Squall đã cứu được cô, cả hai trờ về Trái Đất trên phi thuyền Ragnarok bị trôi giạt ngoài không gian từ 17 năm trước.
Trở về mặt đất, Rinoa bị đại diện của Esthar cô lập vì lo ngại tư chất phù thủy của cô. Squall định dừng sức mạnh giải cứu Rinoa, nhưng lãnh đạo của Esthar, Laguna xuất hiện, tạ lỗi về sự kiện đã xảy ra và trình bày một kế hoạch triệt để của tiến sĩ Odine nhằm tiêu diệt Utimecia một lần và mãi mãi. Theo kế hoạch này, mọi người tìm cách để Utimecia chiếm dụng cơ thể của Rinoa, sau đó Ellone sử dụng khả năng của mình để đưa Rinoa (cùng với Utimecia) về quá khứ, sau đó tách Utimecia ra rồi đưa Rinoa trở lại hiện tại. Điều này đồng nghĩa với việc khiến cho Utimecia có thể sử dụng thời gian nén, nhưng đồng thời, nhóm của Squall cũng có thể lợi dụng điều này để tấn công trực tiếp Utimecia trong thời đại của chính mụ ta.
Theo kế hoạch, cả nhóm thâm nhập Lunatic Pandora, đánh bại Seifer và Adel, Rinoa kế thừa quyền lực phù thủy từ Adel, thời gian nén được kích hoạt, Squall cùng chiến hữu tiến vào vùng đất của Utimecia và đánh bại mụ ta.
Cùng với sự thất bại của Utimecia, mọi thứ trở lại bình thường, tuy nhiên, Squall gần như mất tích trong dòng chảy thời gian như cậu ta chứng kiến khởi nguồn câu truyện của trò chơi. Lúc hấp hối, Utimecia trở về quá khứ và chuyển sức mạnh của mụ ta cho Edea, người có tư chất phù thủy. Squall báo cho Edea, trong quá khứ, ý tưởng về học viện và SeeD, những thứ mà Edea cùng chồng sẽ tạo nên trong tương lai. Sau khi thông báo cho Edea, Squall tập hợp lại ký ức của mình, qua đó lấy lại ý thức để trở về với hiện tại.
Những hình ảnh cuối cùng của trò chơi là Seifer trở lại cùng với hai người bạn trung thành, Raijin và Fujin, Laguna trở về thăm mộ của Raine (lúc này ông nhớ lại khi cầu hôn Raine 17 năm trước, chiếc nhẫn có biểu tượng sư tử tiết lộ mối quan hệ cha con giữa Laguna và Squall*) cùng với Ellone, Ward và Kiros. Bên ban công, dưới ánh trăng, Squall và Rinoa trao nhau nụ hôn đầu tiên.
*. Laguna Loire cầu hôn Raine, hai người đã kết hôn (bia mộ của Raine khắc tên Raine Loire), sau đó Allone bị bắt cóc, Laguna đi cứu cô, khi đi ông không biết rằng Raine đã mang thai. Sau khi phong ấn Adel và cứu được Allone, Laguna được bầu làm tổng thống của Esthal, ông gửi Allone về làng Willmil với Raine. Ít lâu sau Raine sinh hạ Squall và mất ngay sau khi sinh, Squall và Allone được gửi tới trại trẻ mồ côi của Edea. Trong toàn bộ game, Squall và Laguna không biết họ là cha con.